# コンウィ城
コンウィ城（コンウィじょう、英語: Conwy Castle、ウェールズ語: Castell Conwy; ウェールズ語発音: [kastɛɬ 'kɔnwɨ̞]〈カステス・コヌゥイ〉）は、イギリス、ウェールズ北部の都市コンウィ（Conwy〈コンウェイ、Conway〉）にある城であり、コンウェイ城（英: Conway Castle）とも表記される。13世紀、イングランド王エドワード1世がウェールズ統治の拠点として築いた城は、8基の円塔や城壁が残り、1986年、カーナーヴォン城、ビューマリス城、ハーレフ城とともに「グウィネズのエドワード1世の城郭と市壁」として世界遺産に登録された。

## 概要
コンウィ城は、エドワード1世のウェールズ征服の際の1283年から1289年のうちに建てられた。コンウィの市壁を巡らせた町を創設する広範な事業に合わせて築城に要した総費用は約1万5000ポンドであった。次の数世紀の間に、城は幾度かの戦争において重要な役割を果たした。1294-1295年の冬にマドッグ・アプ・サウェリン（マドッグ・アプ・ルウェリン）の包囲に耐え、14世紀末には一時リチャード2世の退避所となり、1401年にはオワイン・グリンドゥール（オウェン・グリンドゥル）一派の蜂起軍に幾月か掌握された。1642年にイングランド内戦が勃発すると、城はチャールズ1世の国王派部隊に置かれ、1646年に議会派軍に降伏するまで持ちこたえた。それにより、城がこの先反乱に使われるのを防ぐため議会により一部破壊され、その後、残った鉄や鉛が剥ぎ取られて1665年には完全に廃墟となった。コンウィ城は、18世紀末から19世紀初頭に画家の魅力的な画題として捉えられ、イギリスの画家J・M・W・ターナーほか、この城を描いた作品が多くある。来訪者の数は増加して、19世紀後半には初期復旧工事がなされた。21世紀、城跡はカドゥ (Cadw) により観光の名所として管理されている。
ユネスコは、コンウィ城を「ヨーロッパにおける13世紀後半から14世紀初頭の軍事建築の最高の例」の1つと見なし、世界遺産に位置づけている。長方形の城は現地および移送された石材で築かれており、沿岸の山の背を占め、以来コンウィ川を渡る要路を見渡していた。外郭と内郭に分かれ、8基の大型の塔や2か所のバービカン（外堡）により防備されて、川に通じる裏門（搦手）により、城の海からの補給を可能にしていた。イギリスに残る極めて初期の石の出し狭間があり、また、イングランドとウェールズのうち最も保存状態の良い中世の王家の部屋と捉えられる建物の遺構もある。北ウェールズのエドワードのほかの城と同様に、コンウィの建築は、同時代のサヴォイア伯国に見られるものと密接な関連があり、おそらくは築城を主導したサヴォワ出身の建築家マスター・ジェイムズの影響によると考えられる。

## 歴史

### 13世紀
イングランド人がアベルコンウィ修道院を設立する以前、もともとコンウィは、ウェールズ（グウィネズ王国）公の大サウェリン（大ルウェリン〈サウェリン・アプ・イオルウェルス、ルウェリン・アプ・ヨーワース）らの庇護を受けたシトー会修道院が治めていた。そこには llys（シス）と称されたウェールズ大公の宮廷があり、そのかつての建造物は市壁 (Town Wall) の東側の南端部にあった。大サウェリンとその孫サウェリン・アプ・グリフィズ（ルウェリン・アプ・グリフィズ）所有の13世紀前半にさかのぼる llys（宮廷・コートハウス〈court house〉）の壁や塔はその壁内に組み込まれている。
この地はまた、デガヌイ城が長年防備してきた北ウェールズの沿岸と内陸の地方より流れるコンウィ川の重要な横断地点を占めていた。イングランド王とウェールズ公は1070年代以来その一帯の支配権を争い、13世紀に紛争が再発すると、1276年以後、イングランド王エドワード1世はウェールズに侵攻し、治世のうち1277年に続いて、1282年に2度目のウェールズへの進入を惹起した。イングランド軍は1282年の最後の攻撃でカーマーゼンから北進し、モンゴメリーおよびチェスターから西に軍を進めた。
エドワード1世は、翌1283年3月にコンウィを占領し、その場所を新たなカウンティの中心とするよう決定した。エドワードは修道院をコンウィ川の渓谷およそ 12.8キロメートル (8.0 mi) 上流のマイナンの新たな用地に移して、マイナン修道院を定めると、もと修道院があった場所に新しいイングランドの城と防壁を巡らせた町を建設した。デガヌイの荒城は放棄され再建されることはなかった。エドワードの企ては植民地事業であり、新しい町や市壁をそういった現地ウェールズの一等地に配置することは、一つにイングランドの権力を誇示する象徴的な所業であった。

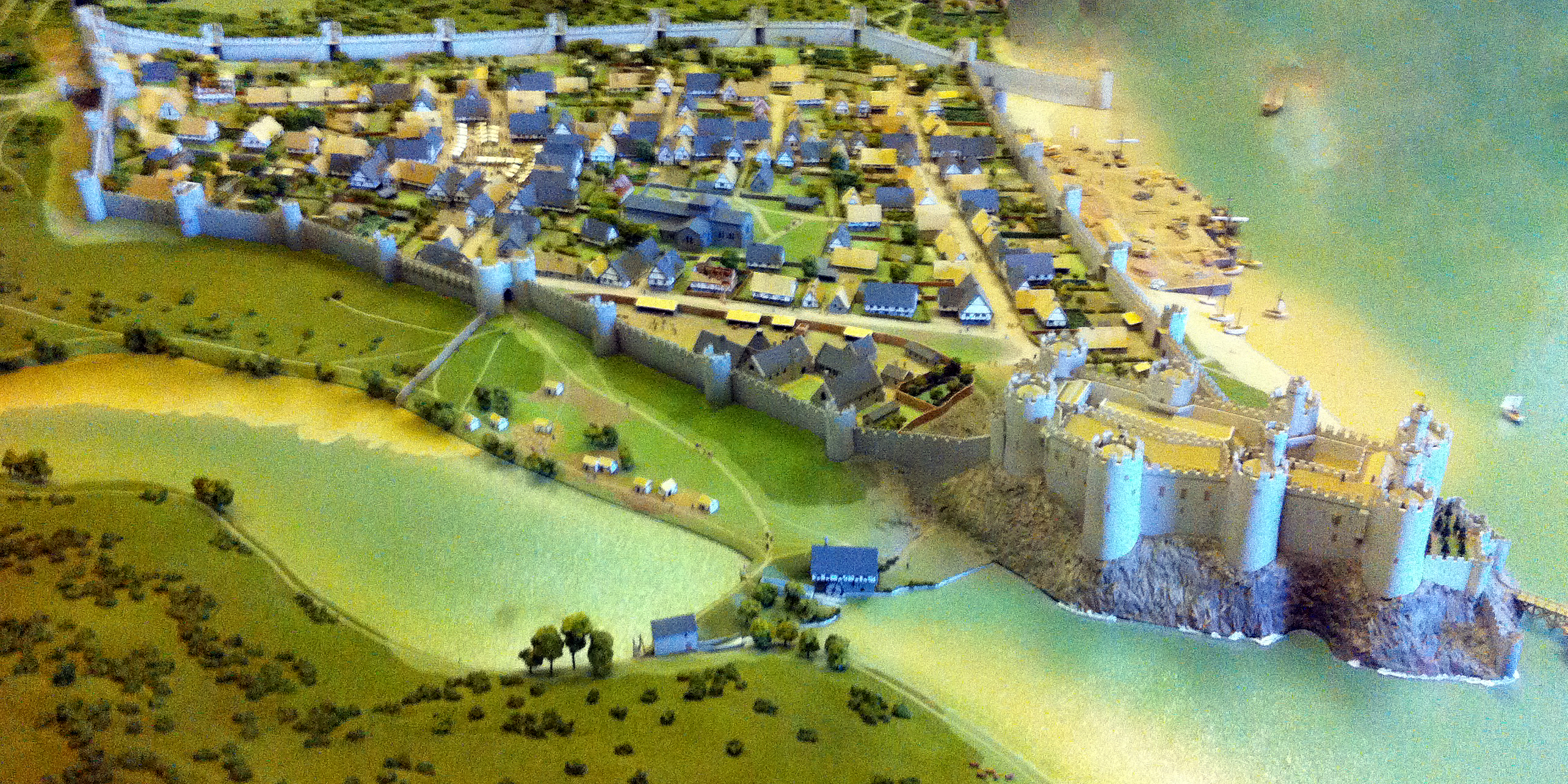
1300年代前半の市壁と城塞の立体模型図

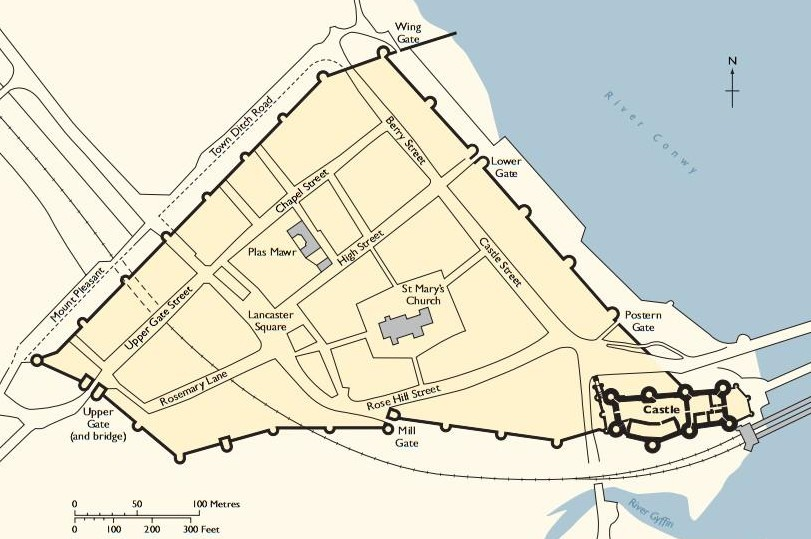
コンウィの市壁と城塞の平面図

イングランド王はウェールズ遠征の中心拠点となる城を建てるよう命じ、数日のうちにコンウィ城を巡る溝（溝渠〈こうきょ〉、Ditch）を掘削する作業が開始された。作業はジョン・ド・ボンヴィラールによる管理のもと、熟練石工のマスター・ジェイムズが監督して築城を主導した。1283年から1284年にわたる作業の第一段階は、城郭のうち外幕壁と塔の構築にあてられた。第2段階の1284年から1286年に、城内の建物が構築される間に隣接する町の市壁の作業が開始された。建造者はその任務のためイングランド全土から膨大な数の労働者を募った。夏季の建築のたびに、労働者はチェスターに集まった後ウェールズへと入った。1287年には城は一通り完成した。エドワードの会計官は市壁の経費を築城の費用と分けておらず、それらの事業の総費用はおよそ1万5000ポンドとなり、その時代に莫大な金額であった。
コンウィ城の城代（コンスタブル、constable）は、1284年の勅許状 (royal charter) により、コンウィの新しい町の市長が兼任して、チャプレン（聖職者）、大工、石工、鍛冶屋、哨兵が各1人、門衛、料理人や台所の下働き、馬丁が各数人、それに弩兵（クロスボウ射手）15人を含む平時約30人からなる城の守備隊を監督した。城の最初の城代は、以前リズラン城の最初の城守となった William de Cicon であった。
1294年にオワイン・グウィネズの嗣孫（しそん）マドッグ・アプ・サウェリン（マドッグ・アプ・ルウェリン）が、イングランドの支配に対して蜂起し、1294年12月から翌1295年1月にかけてコンウィ城が包囲されると、エドワード1世は2月に海軍の応援が到着するまで籠城している。年代記編者ウォルター・オブ・ギーズバラは、厳しい状況にエドワードは自身の私用貯蔵ワインを口にするのを拒み、代わりに守備隊の間でそれを分配させたと唱えている。その後の数年間に、城は高位者が訪れるための中心的居住地となり、1301年にエドワードの子、後のエドワード2世が招かれ、ウェールズ首長の臣従の誓い（オマージュ）のためにこの地に滞在した。

### 14-15世紀
コンウィ城は、14世紀初頭にはあまり保守されておらず、1321年の視察により、設備は貧弱で、蓄えは乏しく、屋根の雨漏りや腐った木材に悩まされていると報告された。コンウィは活気を失い、エドワード黒太子が1343年に城の支配権を引き継ぐまで低迷が続いた。その後1346-1347年に、城はエドワードの侍従（城代）ジョン・ウェストンにより大規模な修理を施され、城の大広間の新たな石材支持アーチならびにその他の部分が構築されたが、黒太子が没すると城は再び荒れるに任された。
14世紀末には、城はリチャード2世により、対抗するヘンリー・ボリングブルック（後のヘンリー4世）の部隊からの退避所に使われた。1399年8月12日、アイルランドから戻った後、リチャードは城に向かい、そこでヘンリー・ボリングブルックの特使ヘンリー・パーシーとの交渉に会した。パーシーは礼拝堂において王に危害を加えないことを誓った。8月19日、リチャードはフリント城でヘンリーに降伏し、自身の命が救われるなら退位するとした。王は間もなくロンドンに連れられ、その後ポンテフラクト城に幽閉されて死去した。
ヘンリー・ボリングブルックは、1399年9月末にヘンリー4世としてイングランドの王位に就いたが、その翌1400年、オワイン・グリンドゥール（オウェン・グリンドゥル）の指導のもと、北ウェールズで反乱が発生した。1401年3月には、オワイン・グリンドゥールのいとこリス・アプ・テューダーとその兄弟グウィリムがコンウィ城に不意打ちを企てた。城を修繕する大工のふりをして、2人は入り込むと、当番の哨兵2人を殺して要塞を掌握した。ウェールズの蜂起勢が次いで襲撃し、防壁に囲まれた町の残りの部分を占領した。兄弟らは投降の条件がまとまる前およそ3か月間寄せ付けず、この協約の一端として2人はヘンリーより恩赦が与えられた。
1455年から1485年にかけての薔薇戦争の際には、ランカスター家とヨーク家の対立を背景に補強されながらも、実戦には使われていない。16世紀初頭の1520年代と1530年代にヘンリー8世が手を加えて以降、軍事拠点としては形骸化し、もっぱら賓客を迎える施設または倉庫、監獄として使われるようになった。

### 17-21世紀
コンウィ城は、17世紀初頭（1609年）には再び荒れ果てていた。1627年にチャールズ1世はエドワード・コンウェイに100ポンドで売り払い、またエドワードと称されたエドワードの長子が、1631年に廃址を相続した。1642年にイングランド内戦がチャールズの国王派と議会派の間で勃発した。ヨーク大司教ジョン・ウィリアムズが国王派として城を掌握すると、自己資金でその修復および駐屯に取り掛かった。1645年、ジョン・オーウェンが代わりに城の総督に任命されたことで、2人の間に激しい論争に至った。大司教は議会に寝返り、コンウィの町が1646年8月に落ちると、11月にトマス・マイトン少将が大包囲戦の後にようやく本城を取った。その後トレヴァー家はマイトンに、彼らが大司教に貸与した城にある所有物の返還を請願している。

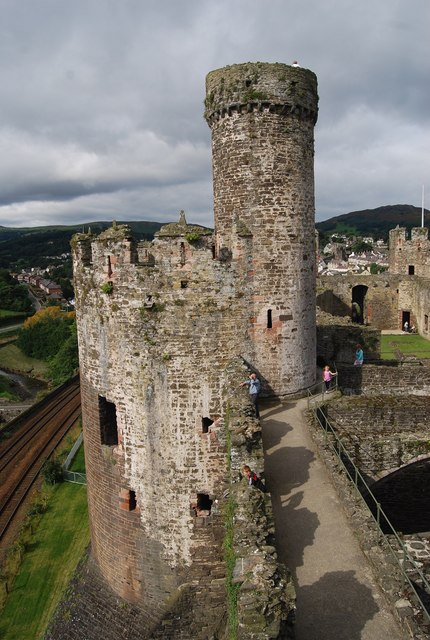
内郭を防御し北ウェールズ海岸線を見張る「パン焼の塔」と監視塔

包囲戦の後にジョン・カーター (John Carter) 大佐が城の総督に任命されると新たな修復がなされた。1655年に議会より任じられた国務会議は、城を廃城 (slighting)、ないしこの先軍事的に使用させないよう命じた。「パン焼の塔」(Bakehouse Tower) は同年、廃城の一環として故意に一部が破壊された。1660年のチャールズ2世の王政復古とともに、コンウィはコンウェイ伯のエドワード・コンウェイに返還されたが、5年後エドワードは残存する鉄や鉛を城から剥ぎ取ってそれを売り払うことに決めた。その作業は、コンウィの主たる市民による反対にもかかわらず、エドワード・コンウェイの看守ウィリアム・ミルワード (William Milward) の監督のもとに完了し、城を完全な廃墟に変えた。
18世紀末には、この城の遺構は美しく（ピクチャレスク）崇高なものとして来訪者や芸術家を引き付け、J・M・W・ターナー、トマス・ガーティン、J・C・イベットソン、ポール・サンドビー、モーゼス・グリフィスなど多くの画家に描かれた。

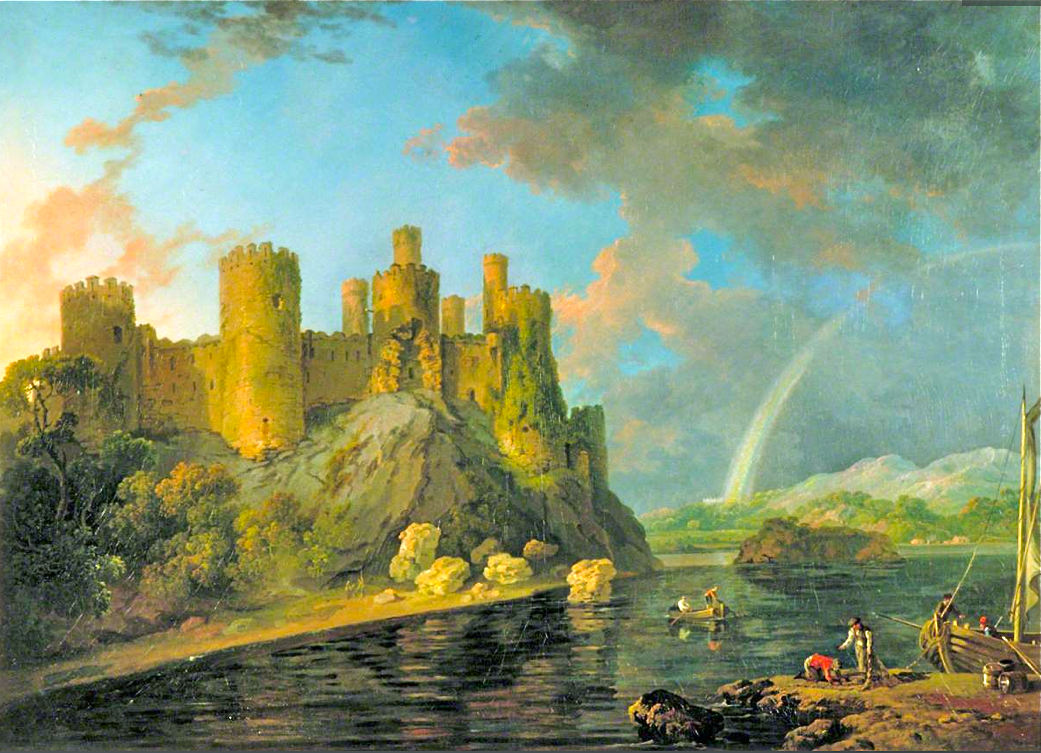
嵐の後の虹とコンウィ城 （ジョージ・バレット・シニア（英語版）、1778年頃）
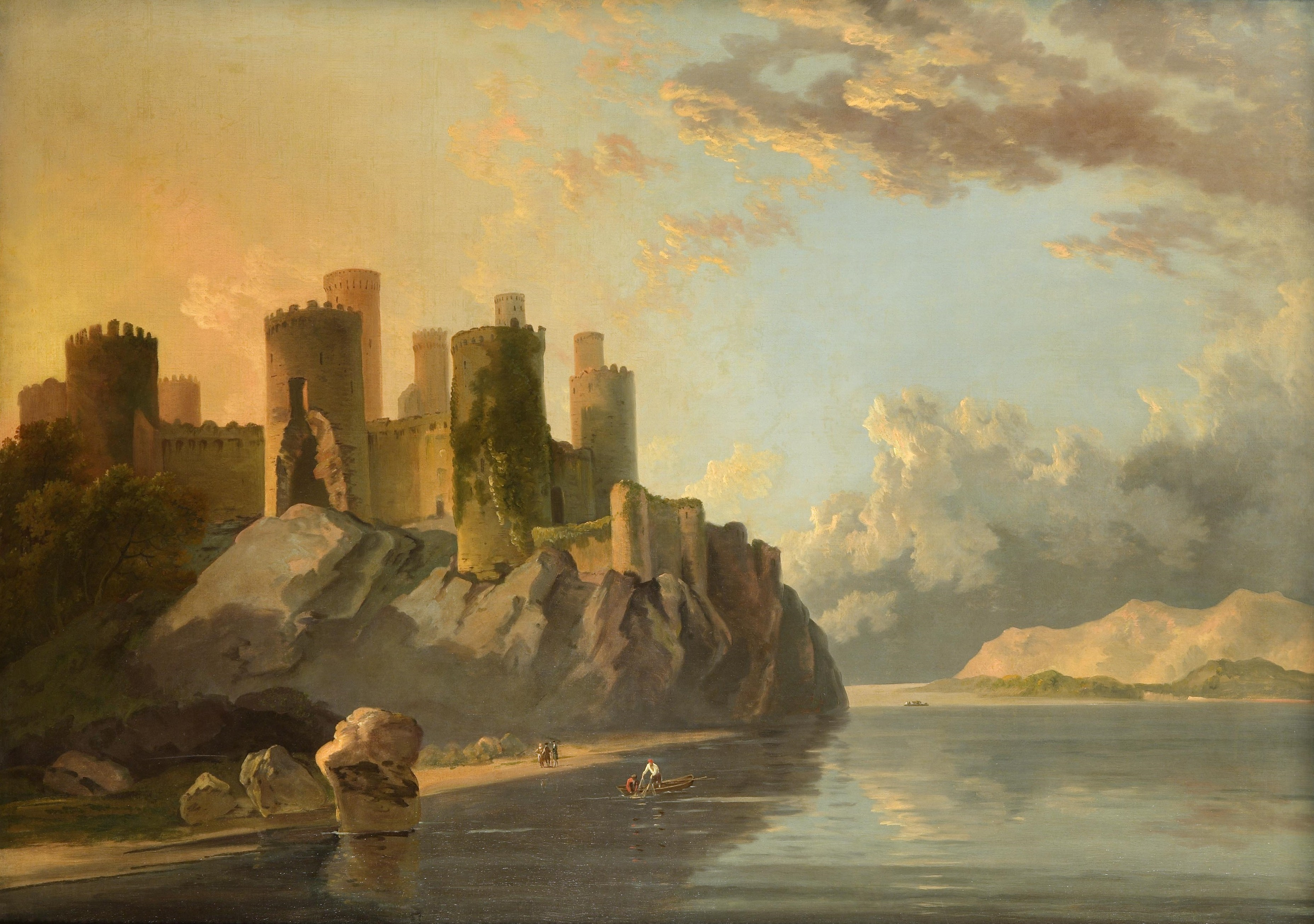
コンウィ城、ウェールズ （ウィリアム・ホッジス、1790年）
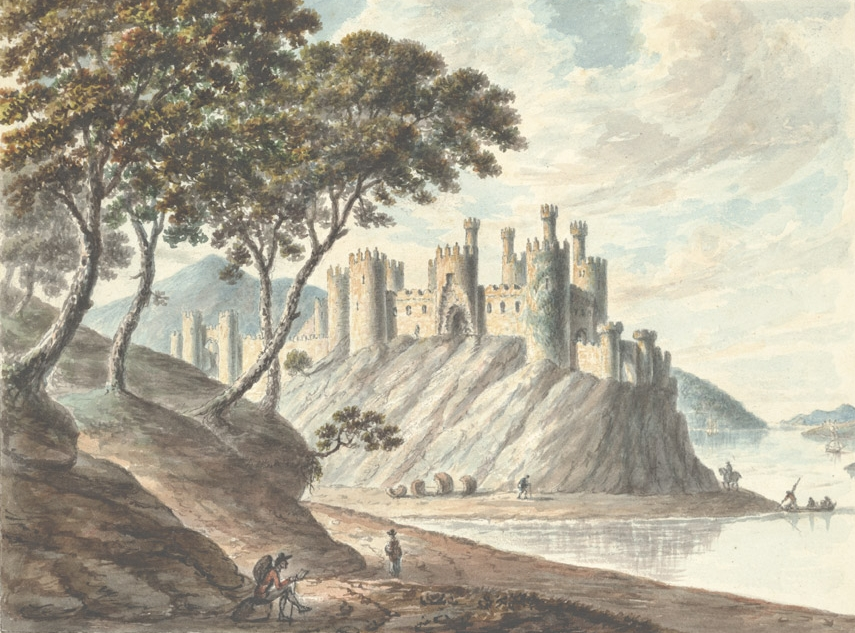
東からのコンウィ城 （ジョン・イングルビー（英語版）、1795年）

19世紀にはコンウィ川を渡って町とサンディドゥノ（スランディドノウ）を結ぶ1826年の道路橋（コンウィ吊橋）や1848年完成の鉄道橋がそれぞれ建設された。こうした交通網の進歩で旅行者の数は一層増加した。1865年にコンウィ城は、コンウェイの嗣孫より引き継いでいたホランド家 (Holland family) からコンウィの町の市政幹部に渡された。その後、損傷した「パン焼の塔」の復元など、廃址の修復作業が始まった。1953年、城は建設省に貸し出されると、アーノルド・テイラーが広範囲にわたる修理と城の歴史調査を始めた。1958年には城に向かう新たな道路橋が建設された。先にイギリス指定建造物として保護されていた城は、1986年には「グウィネズのエドワード1世の城郭と市壁」として世界遺産の一部に登録された。
21世紀、コンウィ城はカドゥ (Cadw) により管理されている。城は継続的な保全および修繕が必要であり、2002年会計年度（2002-2003年）の費用に約3万ポンドを要している。観光の名所として2010年には18万6897人が城を訪れ、新しいビジターセンターが2012年に開設された。2018年の来訪者は20万1961人であった。
2019年10月29日に兵庫県姫路市において姫路城と姉妹城提携を結び、ウェールズとの文化、芸術、教育、観光の交流促進を趣旨とする活動が始まった。

## 構造

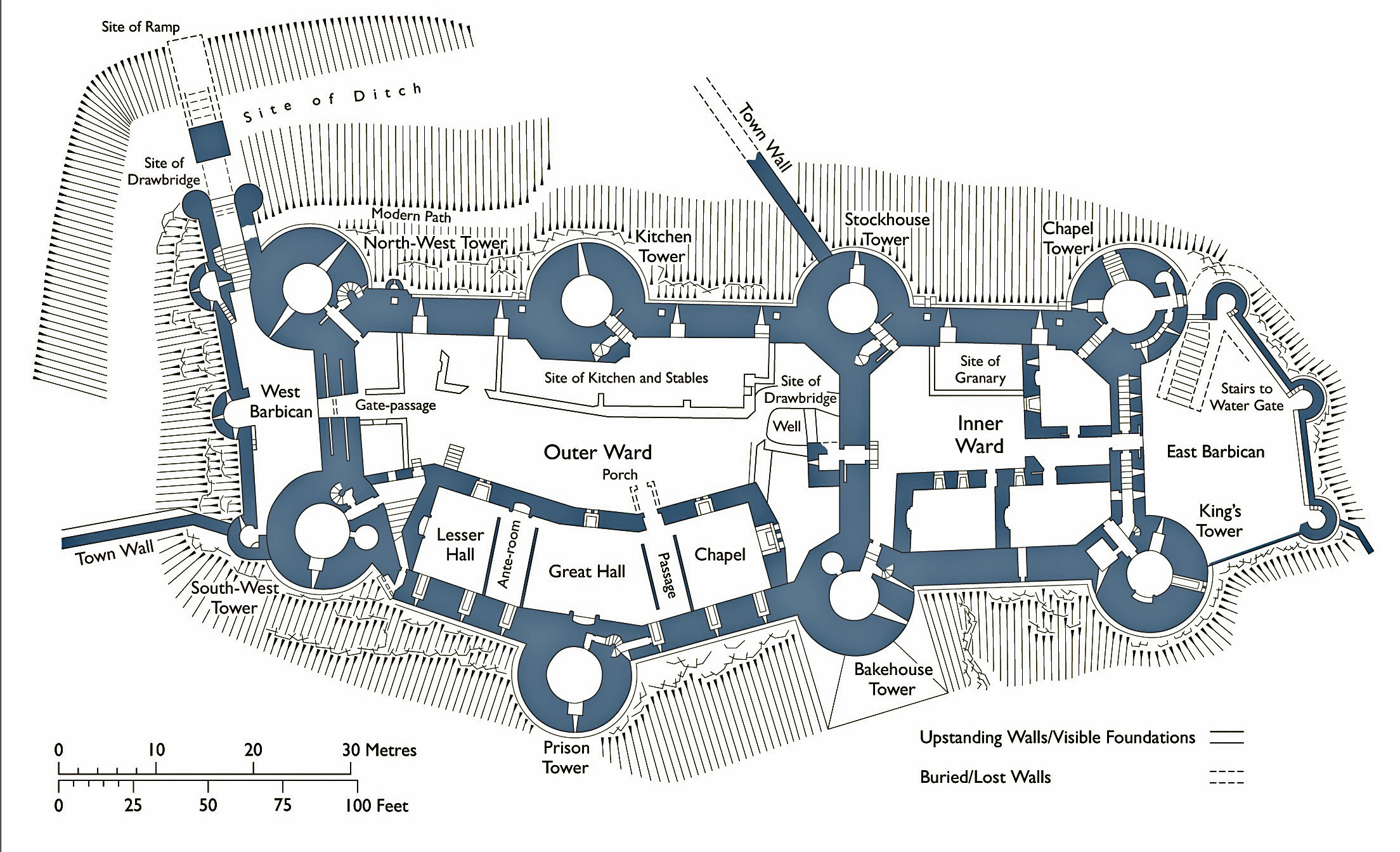
見取り図（標記: 英語）

城は灰色砂岩と石灰岩の岩場からなる沿岸の山の背沿いにあり、城の石材の多くは、おそらくそこが最初に切り開かれた際、主にその山稜より採石されている。しかし一方で、現地の石材は例えば窓などの細部の彫刻に使うには十分な品質ではなかったため、相応の砂岩がクレイジン半島、チェスター、ウィラル半島からもたらされた。この砂岩は地元の灰色の石材よりも色鮮やか（ピンク砂岩）であり、おそらくは見た目を考慮して選択された。
城は長方形平面をなし、大きさはおよそ東西 125メートル (410 ft)、南北 40メートル (130 ft) となる。西側の外郭 (Outer Ward) と東側の内郭 (Inner Ward) に分かれており、中央に門のある仕切り壁で区切られ、北・南の両側に直径約 12メートル (39 ft) から最大 13メートル (43 ft)、高さ約 21.2メートル (70 ft) の大きな各4基の塔があって、かつては城に石灰の一次塗り (lime render) を用いた漆喰が塗られていたといわれる。塔の外側にはなお当初の建造における足場の組み穴があり、そこに木材（腕木）が差し込まれ、建築者のための螺旋状の傾斜路が造られていた。現在は多少崩壊しているが、狭間胸壁は、もともと3つの小突起 (finial) 装飾が施され、壁の外側伝いに連続する一連の四角い穴が見られる。これらの穴が何のために使われたのか定かではないが、それらは水抜き、防御の櫓（やぐら〈仮設歩廊〉）もしくは装飾を施した盾を誇示するための支えであったとも考えられる。

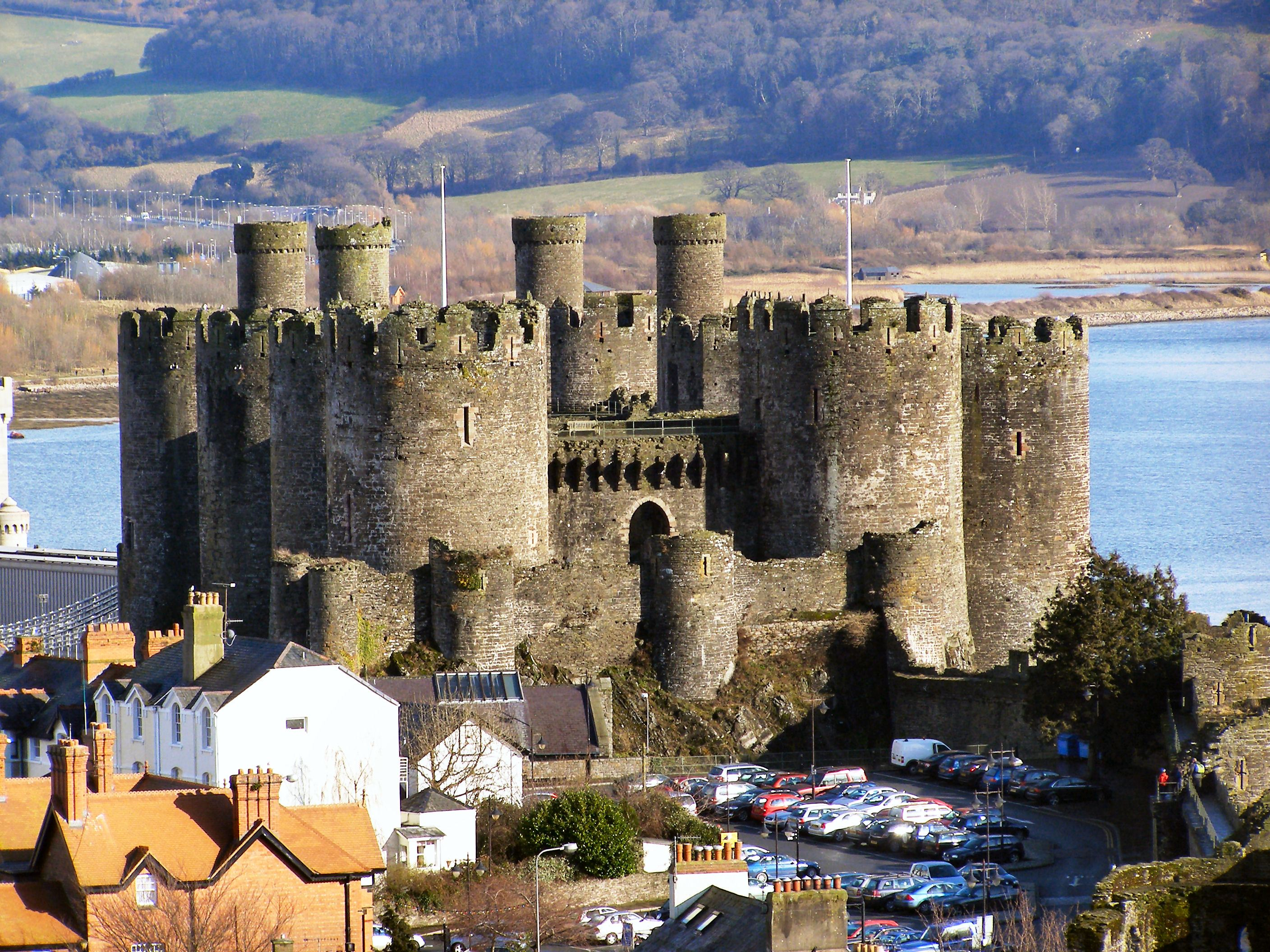
西からのコンウィ城
外郭を防御するバービカン（外堡）が見える

城への表口は、表門（大手門）前の外側の防御である西のバービカン (West Barbican) を通り抜ける。最初に築かれた時代には、バービカンは跳ね橋 (Drawbridge) および下方の町から石造りの急な斜面 (Ramp) を上り到達したが、現代の経路 (Modern Path) は壁の外側に沿って東に延びている。バービカンはイギリスに残存する最初期の石造の出し狭間（マチコレーション）に特徴付けられ、城門 (Gate) はおそらくかつて落とし格子により防御されていた。

### 外郭

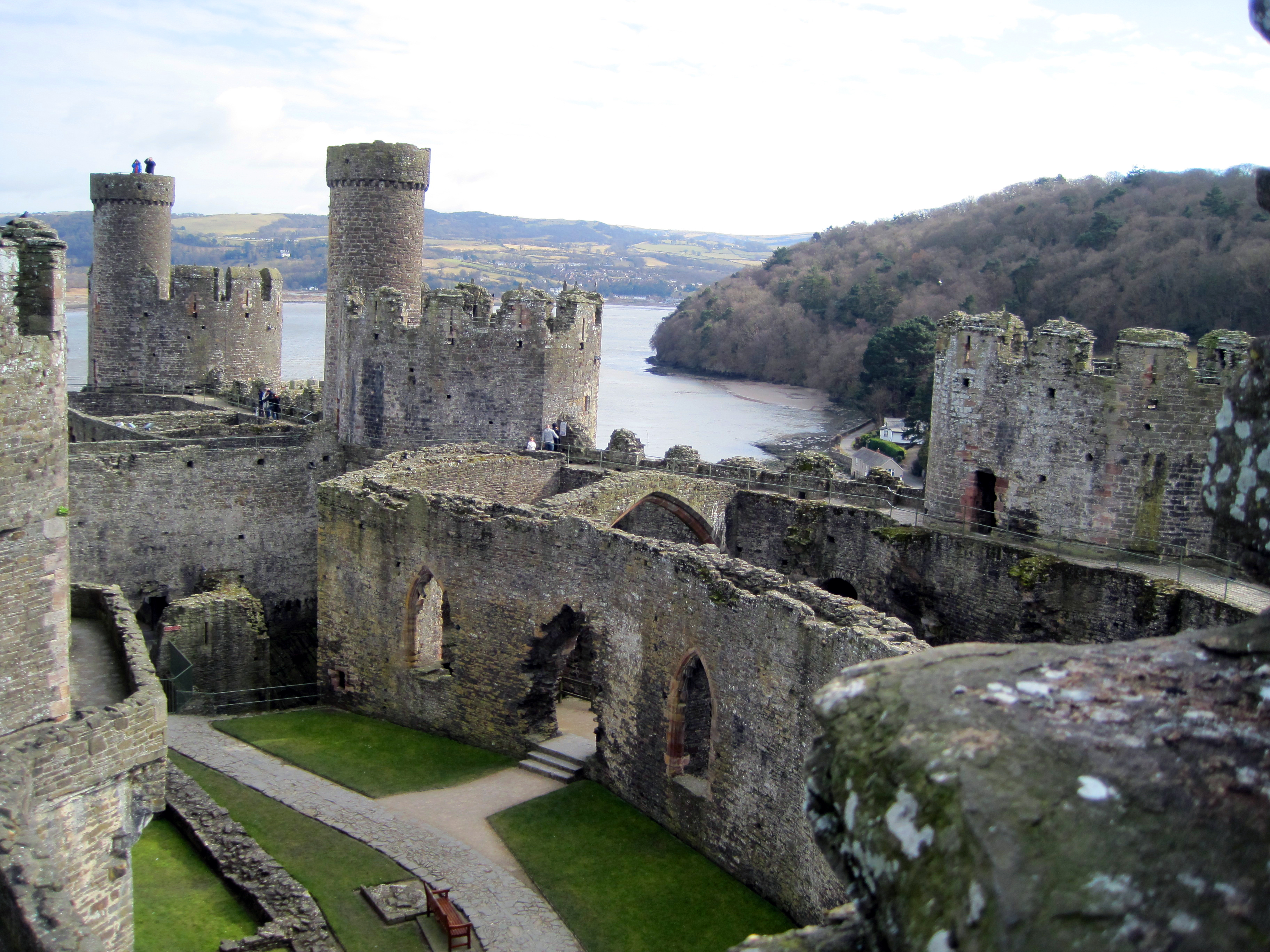
外郭の大広間や礼拝堂の遺構

城門は外郭に通じており、そこはかつて構築された際には、多様な管理および給仕の建物が占めていた。「北西の塔」(North-West Tower) は門衛（城門の番人）の詰め所を経由し、一定の収容設備や貯蔵場があった。「南西の塔」(South-West Tower) は城代、あるいは城の衛兵に使用されたと考えられ、パン焼場 (bakehouse) もあった。外郭の南側には、地下室の上に設置された大広間 (Great Hall) や礼拝堂 (Chapel) を含む一連の構造物があり、現在は露呈している。1340年代より残存する石材アーチの1つなどが今もなお見られる。大広間の後ろには、城代が囚人を留置するために使用した「監獄の塔」(Prison Tower) があり、ここには16世紀に「借金を負う者の部屋」(‘dettors chambre’〈‘debtors' chamber’〉) と呼ばれた囚人を収容する別室や地下牢（ダンジョン）などがあった。外郭の北側には、台所 (Kitchen) を始め、醸造所、パン焼場といった一連の給仕の建物が、収容施設や貯蔵室のある「炊事の塔」(Kitchen Tower) のもとにあった。湧き水を源泉とする城の井戸 (Well) が中門の傍ら（外郭の東側）に残り、今日の深さは約 27.8メートル (91 ft) となる。

### 内郭
内郭はもともと内壁により外郭から隔てられ、跳ね橋、城門が岩盤に切り込まれた溝渠 (Ditch) により防御していた。その溝は16世紀のうちに埋められ、跳ね橋は撤去された。内郭の中には、王室一家の私室があり、その直属の補佐および給仕の施設を備えており、今日、歴史家ジェレミー・アシュビー (Jeremy Ashbee) は、それらを「イングランドとウェールズの中世の王家の私室として極めて保存状態の良い一連の部屋」としている。それらは小規模の王宮を形成するように設計されており、必要となれば城のほかの部分から封鎖し、東門よりほぼ無限に海からの補給が可能であったが、実際にはそれらが王家に使われることはめったになかった。

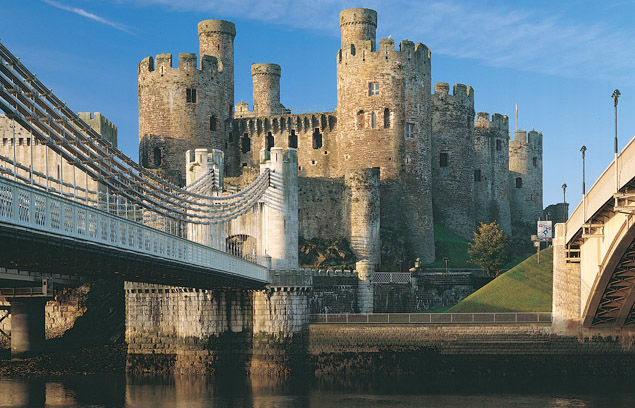
東からのコンウィ城
東のバービカンからの内郭や塔が見え、手前に城の意匠を模した1826年のコンウィ吊橋が架かる

王室の部屋は、中庭の方に面して、内郭の周囲を巡る一連の建物の2階 (first floor) に位置していた。内郭を守る4基の塔は給仕施設などとともに、北東の「礼拝堂の塔」(Chapel Tower) には私有の王室礼拝堂があった。それぞれの塔には付属する監視塔の小塔（タレット）があり、おそらくは防護ならびに王室旗の掲揚の双方を目的としていた。その配置は本来コーフ城の13世紀の「グロリエッテ」のものに似て、王に自由な私生活と併せて広範な身の安全を備えていた。2組であった部屋は、後に城主の私室 (great chamber)、外側の私室、内側の私室など単一系列の部屋に統合された。
内郭の東側には、城の庭園に囲まれたもう1つの東のバービカン (East Barbican) がある。ここは王室の建物より見晴らせ、年を重ねるにつれて様相が変化した。14世紀初頭には芝が生え、14世紀後半にはつるが絡まり、16世紀には小林檎 (crab-apple) の木や芝があり、17世紀には整った装飾花が植えられた。裏門（搦手）は当初小さな桟橋が築かれた川に通じており、要人の来訪における内密の入城や要塞への船による供給が可能であったが、この水門(Water Gate) は現在、その場所に建設された後世の橋により隠れている。

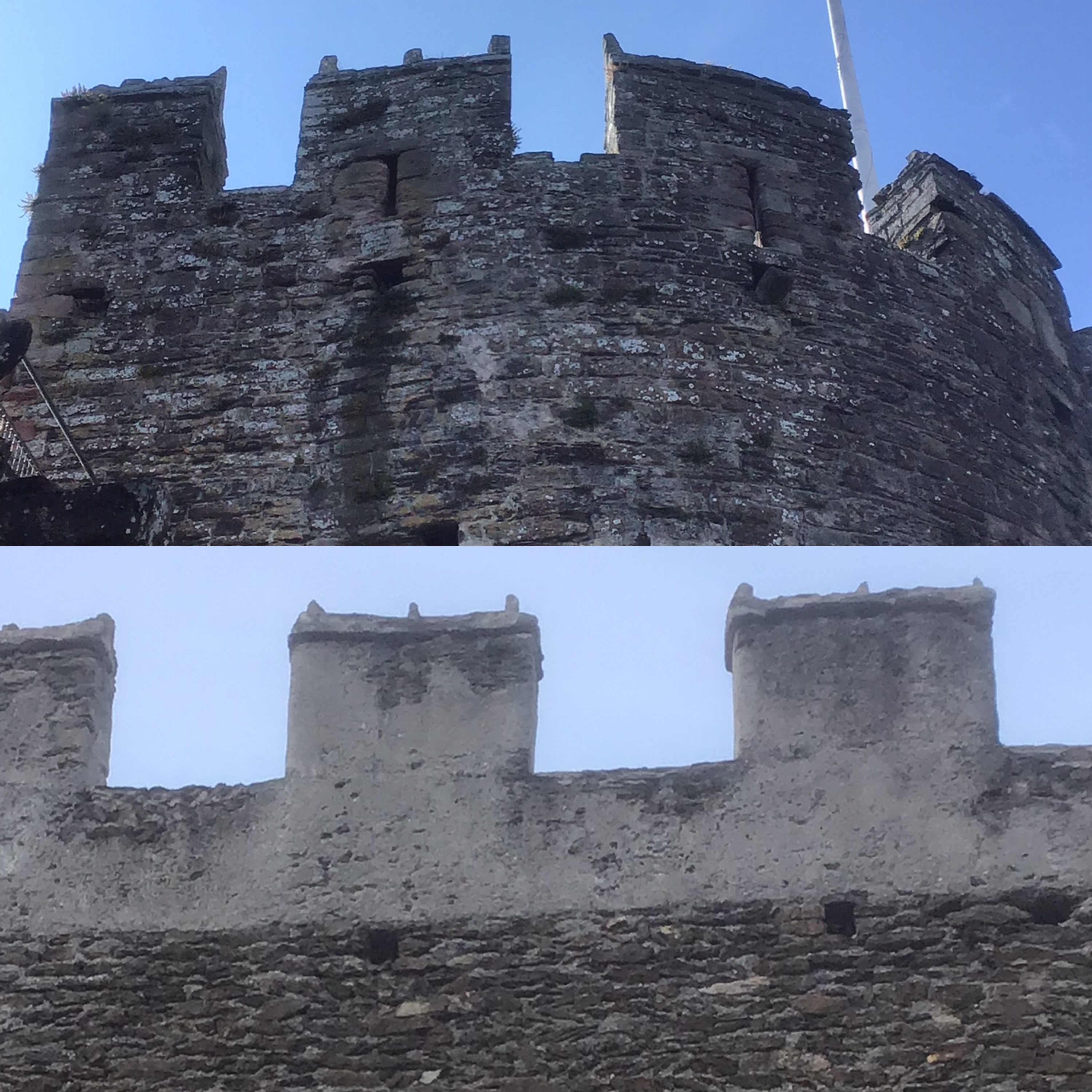
3つの小尖塔のあるコンウィの狭間胸壁の鋸壁
同じくサン・ジョーリオ・ディ・スーザの城の鋸壁装飾

コンウィの建築は、同時代のサヴォイア伯国に見られたものと密接な関連がある。これらには、窓の様式、塔に使われた狭間胸壁の形式、腕木の足場の組み穴 (putlog holes) の位置決めなど、大方はサヴォワの建築家マスター・ジェイムズ（セント・ジョージのジェイムズ）の影響によるものである。とりわけ3つの小尖塔のある鋸壁（きょへき〈凸壁、メルロン〉）は、1273年に十字軍からの帰路にエドワードが訪れたサン・ジョーリオ・ディ・スーザのサヴォイア家の城 (it:Castello di San Giorio di Susa) の特徴として見られる。